# Rhabdomastix mediovena
Rhabdomastix mediovena là một loài ruồi trong họ Limoniidae. Chúng phân bố ở miền Tân bắc.